# (19116) 1981 EZ40
A (19116) 1981 EZ40 a Naprendszer kisbolygóövében található aszteroida. Schelte J. Bus fedezte fel 1981. március 2-án.